# Berezóka
Berezóka (1899-ig Brezuvka, szlovákul: Brezovka, ukránul Brezuvka) község Szlovákiában, az Eperjesi kerület Bártfai járásában.

## Fekvése
Bártfától 12 km-re délkeletre, a Tapoly bal oldalán fekszik.

## Története
A 18. század végén Vályi András így ír róla: „BEZUVKA. Tót falu Sáros Vármegyében, fekszik Haiszlinnak szomszédságában.”
Fényes Elek 1851-ben kiadott geográfiai szótárában így ír a faluról: „Brezowka, orosz falu, Sáros vármegyében, Kurimához északra egy órányira: 22 r., 98 g. katholikus lakos.”
A trianoni diktátum előtt Sáros vármegye Bártfai járásához tartozott.

## Népessége
| Év:            | 1994. | 2004.   | 2014.   | 2024.   |
| -------------- | ----- | ------- | ------- | ------- |
| Emberek száma: | 111   | 113     | 115     | 112     |
| Eltérés:       |       | +1,80 % | +1,76 % | -2,60 % |

| Év:            | 2023. | 2024.   |
| -------------- | ----- | ------- |
| Emberek száma: | 111   | 112     |
| Eltérés:       |       | +0,90 % |

1910-ben 101, többségben szlovák lakosa volt, jelentős ruszin kisebbséggel.
2001-ben 113 lakosából 111 szlovák volt.
2011-ben 106 lakosából 98 szlovák.